# Williams FW41
Der Williams FW41 ist der Formel-1-Rennwagen von Williams für die Formel-1-Weltmeisterschaft 2018. Er wurde am 15. Februar 2018 in London präsentiert.
Die Bezeichnung des Wagens setzt sich aus den Initialen des Teamgründers Frank Williams und einer fortlaufenden Zahl zusammen.

## Technik und Entwicklung
Wie alle Formel-1-Fahrzeuge des Jahres 2018 ist der FW41 ein hinterradangetriebener Monoposto mit einem Monocoque aus kohlenstofffaserverstärktem Kunststoff (CFK). Neben dem Monocoque bestehen viele weitere Teile des Fahrzeugs, darunter die Karosserieteile und das Lenkrad aus CFK. Auch die Bremsscheiben sind aus einem hitzebeständigen kohlenstofffaserverstärktem Verbundmaterial.
Der FW41 ist das Nachfolgemodell des FW40. Da das technische Reglement zur Saison 2018 weitgehend stabil blieb, ist das Fahrzeug größtenteils eine Weiterentwicklung des Vorgängermodells.
Angetrieben wird der FW41 von einem in der Fahrzeugmitte montierten 1,6-Liter-V6-Motor von Mercedes mit einem Turbolader sowie einem 120 kW starken Elektromotor, es ist also ein Hybridelektrokraftfahrzeug. Das sequentielle Getriebe des Wagens hat acht Gänge. Der Gangwechsel wird über Schaltwippen am Lenkrad ausgelöst. Das Fahrzeug hat nur zwei Pedale, ein Gaspedal (rechts) und ein Bremspedal (links). Genau wie viele andere Funktionen wird die Kupplung, die nur beim Anfahren aus dem Stand verwendet wird, über einen Hebel am Lenkrad bedient.
Die Gesamtbreite des Fahrzeugs beträgt 2000 mm, die Breite zwischen Vorder- und Hinterachse 1600 mm, die Höhe 950 mm. Der Frontflügel hat eine Breite von 1800 mm, der Heckflügel von 950 mm sowie eine Höhe von 800 mm ändert. Der Diffusor hat eine Gesamthöhe von 175 mm sowie eine Breite von 1050 mm. Der Wagen ist mit 305 mm breiten Vorderreifen und mit 405 mm breiten Hinterreifen des Einheitslieferanten Pirelli ausgestattet, die auf 13-Zoll-Rädern montiert sind.
Der FW41 hat, wie alle Formel-1-Fahrzeuge seit 2011, ein Drag Reduction System (DRS), das durch Flachstellen eines Teils des Heckflügels den Luftwiderstand des Fahrzeugs auf den Geraden verringert, wenn es eingesetzt werden darf. Auch das DRS wird mit einem Schalter am Lenkrad des Wagens aktiviert.
Anders als sein Vorgängermodell, ist der FW41 mit dem Halo-System ausgestattet, das einen zusätzlichen Schutz für den Kopf des Fahrers bietet. Durch dieses System erhöht sich das Gewicht des Fahrzeugs auf 733 kg. Die auffällige Finne an der Motorabdeckung, die das Vorgängermodell hatte, ist wegen einer Änderung des technischen Reglements deutlich kleiner. Der Heckflügel ist jetzt an zwei Streben befestigt, der FW40 hatte nur eine zentrale Halterung.

## Lackierung und Sponsoring
Der FW41 ist, wie sein Vorgängermodell, überwiegend in Weiß lackiert, dazu gibt es in Anlehnung an das Logo des Hauptsponsors Martini Streifen in verschiedenen Blautönen mit einem etwas breiteren roten Mittelstreifen, die von der Frontflügelbefestigung bis zur Motorabdeckung verlaufen. Auch auf dem Heckflügel ist das Martini-Logo angebracht, ansonsten sind Front- und Heckflügel schwarz lackiert.
Auf den Seitenkästen und der Vorderradaufhängung wirbt der Unilever-Konzern für seine Marke Rexona, außerdem sind Sponsorenaufkleber von Acronis, Joseph Cyril Bamford, Oris, Pirelli, SMP Racing und Symantec auf dem Fahrzeug zu finden.

## Fahrer
Williams tritt in der Saison 2018 erneut mit Lance Stroll an. Sein neuer Teamkollege ist Sergei Sirotkin, der im Vorjahr Testfahrer bei Renault war und sein Debüt als Stammfahrer in der Formel-1-Weltmeisterschaft gibt. Er wird Nachfolger von Felipe Massa, der seine Karriere in der Formel-1-Weltmeisterschaft beendete.

## Ergebnisse
| Fahrer                          | Nr.                             | 1   | 2  | 3  | 4   | 5  | 6  | 7   | 8   | 9  | 10 | 11  | 12 | 13 | 14 | 15 | 16 | 17 | 18 | 19 | 20 | 21 | Punkte | Rang |
| ------------------------------- | ------------------------------- | --- | -- | -- | --- | -- | -- | --- | --- | -- | -- | --- | -- | -- | -- | -- | -- | -- | -- | -- | -- | -- | ------ | ---- |
| Formel-1-Weltmeisterschaft 2018 | Formel-1-Weltmeisterschaft 2018 |     |    |    |     |    |    |     |     |    |    |     |    |    |    |    |    |    |    |    |    |    | 7      | 10.  |
| L. Stroll                       | 18                              | 14  | 14 | 14 | 8   | 11 | 17 | DNF | 17* | 13 | 12 | DNF | 17 | 13 | 9  | 14 | 15 | 17 | 14 | 12 | 18 | 13 | 7      | 10.  |
| S. Sirotkin                     | 35                              | DNF | 15 | 15 | DNF | 14 | 16 | 17  | 15  | 14 | 14 | DNF | 16 | 12 | 10 | 19 | 18 | 16 | 13 | 13 | 16 | 15 | 7      | 10.  |

| Legende  | Legende            | Legende                                                          |
| Farbe    | Abkürzung          | Bedeutung                                                        |
| -------- | ------------------ | ---------------------------------------------------------------- |
| Gold     | –                  | Sieg                                                             |
| Silber   | –                  | 2. Platz                                                         |
| Bronze   | –                  | 3. Platz                                                         |
| Grün     | –                  | Platzierung in den Punkten                                       |
| Blau     | –                  | Klassifiziert außerhalb der Punkteränge                          |
| Violett  | DNF                | Rennen nicht beendet (did not finish)                            |
| Violett  | NC                 | nicht klassifiziert (not classified)                             |
| Rot      | DNQ                | nicht qualifiziert (did not qualify)                             |
| Rot      | DNPQ               | in Vorqualifikation gescheitert (did not pre-qualify)            |
| Schwarz  | DSQ                | disqualifiziert (disqualified)                                   |
| Weiß     | DNS                | nicht am Start (did not start)                                   |
| Weiß     | WD                 | zurückgezogen (withdrawn)                                        |
| Hellblau | PO                 | nur am Training teilgenommen (practiced only)                    |
| Hellblau | TD                 | Freitags-Testfahrer (test driver)                                |
| ohne     | DNP                | nicht am Training teilgenommen (did not practice)                |
| ohne     | INJ                | verletzt oder krank (injured)                                    |
| ohne     | EX                 | ausgeschlossen (excluded)                                        |
| ohne     | DNA                | nicht erschienen (did not arrive)                                |
| ohne     | C                  | Rennen abgesagt (cancelled)                                      |
| ohne     | keine WM-Teilnahme |                                                                  |
| sonstige | P/fett             | Pole-Position                                                    |
| sonstige | 1/2/3/4/5/6/7/8    | Punktplatzierung im Sprint-/Qualifikationsrennen                 |
| sonstige | SR/kursiv          | Schnellste Rennrunde                                             |
| sonstige | *                  | nicht im Ziel, aufgrund der zurückgelegten Distanz aber gewertet |
| sonstige | ()                 | Streichresultate                                                 |
| sonstige | unterstrichen      | Führender in der Gesamtwertung                                   |